# Le Fils de-la-femme-mâle
Le Fils de-la-femme-mâle est un roman de l'écrivain ivoirien Maurice Bandaman. Paru en 1993 aux éditions L'Harmattan,, l'ouvrage reçoit le Grand Prix littéraire d'Afrique noire la même année.